# Addie L. Ballou
Addie Lucia Ballou (29 de abril de 1838- 10 de agosto de 1916) fue una sufragista, poeta, artista, escritora y conferencista norteamericana
Ballou tomó parte activa en el Movimiento Espiritualista como escritora y conferencista. Sus intereses reformistas y filantrópicos incluyeron las prisiones, los y las desafortunados/as y las mujeres asesinadas. Apoyó a Victoria Woodhull en su campaña para Presidente de los Estados Unidos en 1872.
Más tarde, como pionera en California, Ballou continuó con sus conferencias y su escritura Espiritualista, su trabajo en favor del sufragio femenina y haciendo campaña para generar cambios políticos para las mujeres. Se convirtió en la segunda mujer en ser notaria pública en aquel estado en 1891. 
También desarrolló sus talentos artísticos estudiando pintura en la Escuela de Diseño de San Francisco. En 1897 fue la encargada de pintar el retrato oficial del 18.º gobernador de California, Henry Markham.

## Educación y primeros años
Addie Ballou nació en Chagrin Falls, Ohio, el 29 de abril de 1838. Sus padres, Alexander Hamilton y Mary "Polly" (Eldredge) Hart, fueron colonos tempranos de aquella ciudad. Estrictamente ortodoxos, habían nacido en Nueva York, donde se casaron en 1827 y tuvieron a tres de los hermanos mayores de Addie. Después de mudarse a Ohio en los inicios de la década de 1830, Addie fue la quinta de ocho niños/as nacidos de Alexander y Polly. Sin embargo, después de la muerte de la madre de Addie en 1846, Alexander volvió a casarse tres veces, siendo padre de seis niños/as más.
La muerte temprana de su madre y la mudanza de su familia a la frontera en Wisconsin en 1849 la privó de la oportunidad de realizar más de un año o dos en una escuela de educación común.
Hacia fines de la década de 1840, la familia Hart se mudó al área de las "Fox Cities", en la parte Oriental de Wisconsin, a lo largo de la punta nororiental de Lago Winnebago. En 1853 Alexander Hart fue elegido Presidente de la recientemente creada ciudad de Lima (ahora Harrison) en el Condado de Calumet, Wisconsin. Fue allí donde Addie conoció a su futuro marido, Albert Darius Ballou, que era empleado de la ciudad de Lima. 
Addie Hart y Albert Ballou se casaron en Harrison el 26 de diciembre de 1854. Cuatro hijos, Edward, Minero y Myron (gemelos), y Clarence, nacieron allí, en el Condado de Calumet (Myron falleció a los dos meses de edad). Una hija, Evangeline, nació en 1866 en Minnesota. La pareja se divorció en 1869.

## Enfermera de la Guerra Civil
A pesar de que sus hijos eran todavía muy jóvenes, Ballou ofreció sus servicios al Gobernador de Wisconsin durante la guerra civil americana y empezó trabajar como enfermera en el campamento del 32.º Regimiento de Infantería de Voluntarios del Ejército de Unión, donde había muchos enfermos y heridos. El cirujano general en Milwaukee, Erastus B. Wolcott, le encargó ir con el regimiento a Memphis, Tennessee, donde ella fue conocida como "La pequeña Madre.”
Escribió muchos poemas sobre la Guerra Civil y sus experiencias conectadas con su participación como enfermera.
Ballou fue la única mujer nombrada miembro del Ejército Magnífico de la República James Un. Garfield, Unidad de San Francisco.
En 1892 ayudó a reorganizar a las enfermeras de la Guerra Civil (anteriormente llamada Asociación de ex-enfermeras del ejército), en una nueva organización: Asociación Nacional de Enfermeras de la Posguerra, y, por sus esfuerzos, fue elegida la primera Presidenta. El grupo devendría, después de 1901, en la Asociación Nacional de Enfermeros de Ejército de la Guerra Civil.

## Vida en la posguerra
Addie Ballou fue una activista del movimiento de reforma Espiritualista, el cual incluía apoyo a las actividades de las sufragistas. Una portavoz frecuente tanto del Espiritualismo como del sufragio femenino, habló junto a Susan B. Anthony en la Sala Farewll en Chicago, en junio de 1870.
Cuando la ola por el sufragio empezó crecer, Ballou fue con otras a Washington D. C. en enero de 1872, para la Convención Nacional del Sufragio Femenino, realizada en el Lincoln Hall. Entre las presentes se encontraban Elizabeth Cady Stanton, Susan B. Anthony, Laura de Force Gordon, la señora Cuppy Smith, Victoria Woodhull, y la "altamente inspiradora y elocuente Addie Ballou". Esta reunión era para presentar un petitorio, conteniendo 45.000 nombres de mujeres, al Comité de Judiciales del Congreso, reclamando sus derechos a la participación política, dados por las enmiendas  14 y 15. El poema "Canción de la Victoria", escrito por Ballou, refleja esta experiencia.
Ballou también escribió poemas que fueron publicados en diarios a través del país, y dos libros de poesía: Driftwood y El Padre Sueño y Otros Poemas.
La tendencia mediumista de Ballou fue descubierta a temprana edad. Después de su divorcio en 1869, viajó extensamente, enseñando y predicando Espiritualismo. También fue legalmente autorizada para llevar adelante ceremonias de matrimonio por la Sociedad Religio-Filosófica.
Bajo los auspicios de la Asociación Victoriana de Espiritualismo Progresivo, Ballou viajó a Melbourne en el verano de 1885. Presentó una serie de conferencias en el Teatro Bijou, como representante de sociedades psíquicas aliadas en los Estados Unidos. Thomas Welton Stanford, le invitó para quedarse después de esta serie de conferencias como huésped en la mansión de Thomas Stanford. Se quedó por tres años, conduciendo investigaciones de fenómenos psíquicos y pintando numerosas piezas para el fondo de arte de Stanford. 

## California y su vida tardía
Ballou se aventuro por primera vez a la costa del Pacífico en 1874, donde continuó sus compromisos de conferencias y escritura. También, comenzó a estudiar pintura bajo la dirección de Virgilio Williams, el primer director y profesor de la Escuela de Diseño de San Francisco (ahora el Instituto de Arte de San Francisco). Se convirtió en una artista reconocida. Su retrato de Henry Markham, Gobernador de California 1891–1895, está expuesto en el Capitolio de Sacramento, California. Retrato también a otros personajes notables como: George Tisdale Bromley, John Brown, J. W. Burling, William Edward Bushnell, John Wallace Crawford, Michael Harry de Young, Ulysses S. Grant así como sus tres hijos, Abraham Lincoln, William McKinley, William S. Moisés, "Emperador" Joshua Abraham Norton, Thomas Paine, Philip Augustine Roach, Jane Lathrop Stanford, y Thomas Welton Stanford. 
Ballou fue también conocida por pintar paisajes, fruta, y desnudos polémicos. Su pintura Mañana fue rechazada en la Feria Estatal de California, por el realismo del desnudo que presentaba; aun así, Thomas Stanford adquirió la pieza el año siguiente.
Se vio fuertemente implicada en múltiples organizaciones políticas de mujeres, incluyendo la Asociación del Estado de California por el Sufragio de las Mujeres, con Laura de Force Gordon. En 1891, trabajando al lado Clara Foltz en una legislación progresiva, Ballou se presentó ante la Legislatura Estatal de California, promoviendo una ley que permitiera a las mujeres ser notarias. Clara Foltz se convirtió en la primera mujer en ser notaria en California; Ballou fue la segunda. 
Ballou sostuvo un estudio en San Francisco, hasta el terremoto de 1906. Durante ese suceso, perdió todos los documentos y pinturas que no estaban en su residencia. 
Addie L. Ballou murió en su casa en San Francisco, el 10 de agosto de 1916. Es enterrada en una tumba sin identificación en la parcela de su familia, en Igo, Condado Shasta, California.

## Trabajos publicados
- Driftwood (1899)
- El Padre Sueño y Otros Poemas (1915)

## Otras referencias
- Anónimo. Sesquicentenario de la Ciudad de Harrison 1853–2003. Harrison, Wisconsin: n.p. 2003.
- Ballou, Adin, ed. y comp. Una Historia y Generalogia Elaborada de los Ballous en América. Providencia, R. Yo.: Prensa de E. L. Freeman & Hijo, 1888.
- Cowan, Robert Ernest, Anne Bancroft y Addie L. Ballou. Los Caracteres Olvidados de San Francisco Viejo. Incluyendo el Famoso Bummer & Lazarus, y Emperador Norton. Los Ángeles: Ward Ritchie Prensa, 1964.
- Gorretta, Laura J., ed. Chagrin Caídas: Una Historia del Pueblo de Ohio. 2.º ed. Chagrin Caídas, Ohio: El Chagrin Caídas Sociedad Histórica, 2005. ISBN 0-9753051-0-7
- Hart, James M. Historia genealógica de Samuell Hartt de Londres, Inglaterra, a Lynn, Masa., 1640 . . . . Pasadena, Calif.: J. M. Hart, 1903.
- Logan, Señora John Un. La Parte Tomada por Mujeres en Historia americana. Wilmington, Del.: El Perry-Nalle Editorial Co., 1912.
- Schlesinger, Julia. Trabajadores en la Viña: Una Revisión del Progreso de Espiritualismo, Croquis Biográficos, Ensayos, y Poemas. San Francisco: n.p., 1896.